# King Christian
King Christian (на български: крал Кристиан) – сингъл на датската група Mew. Издаден е през 2000 година (но песента е записана още през 1998 г.). Песента влиза в албума „Half the World Is Watching Me“. Има две версии на тази песен (от 2000 и 2006 г.). Втората версия е със заснет видеоклип.

## CD Single [EVL001CDM]
1. „King Christian“ – 3:09
2. „Quietly“ (Demo) – 1:52
3. „Pink Monster“ – 0:49